# Portada/efemèride abril 2
Giacomo Casanova
« 1 d'abril · 2 d'abril · 3 d'abril »